# Victor McKusick

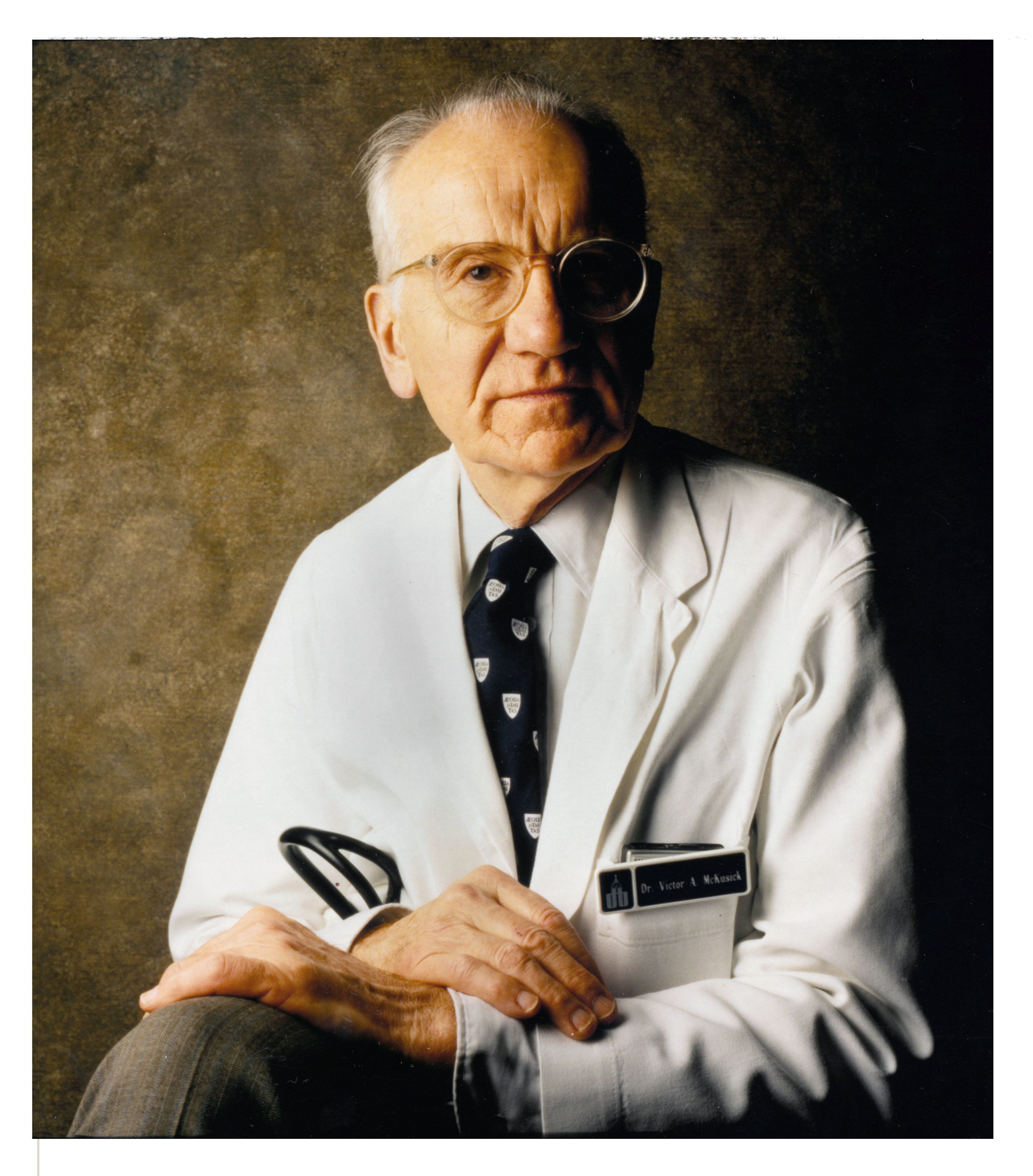
Victor McKusick

Victor Almon McKusick (ur. 21 października 1921 w Parkman w stanie Maine, zm. 22 lipca 2008 w Towson) – amerykański genetyk kliniczny, twórca katalogu Mendelian Inheritance in Man. Brat bliźniak sędziego Sądu Najwyższego Maine, Vincenta L. McKusicka.

## Życiorys
Ukończył Tufts University i studiował w Johns Hopkins University School of Medicine w Baltimore, i został lekarzem w 1946 roku. Specjalizował się w medycynie wewnętrznej i kardiologii, i w 1946 roku zaczął wykładać tę ostatnią. McKusick zainteresował się zespołem Marfana i w ten sposób wszedł na pole genetyki klinicznej. W 1960 roku uzyskał profesurę. W 1966 roku ukazało się pierwsze wydanie jego katalogu chorób o dziedziczeniu mendlowskim, którego kolejne poprawiane edycje zyskiwały rosnącą popularność. McKusick był jednym z pierwszych przewodniczących Projektu Poznania Ludzkiego Genomu w 1988 roku. W 1997 roku został laureatem Nagrody Alberta Laskera.
Zmarł 22 lipca 2008 roku mając 86 lat na nowotwór złośliwy w swoim domu w Towson.